# Storia di Terracina

## Il mito di fondazione e le vicende preromane
Sulle sue origini sono molteplici i documenti ed i racconti. Si narra ad esempio di un gruppo di esuli Spartani che, fuggiti dalla loro patria, approdarono sulle coste del Tirreno, dove fondarono un villaggio in località Feronia, ai piedi del Monte Leano, dove poi sorse un tempio in onore della divinità omonima. Mantennero le loro usanze ed i costumi originari, come l'uso di far cenare gli ospiti non su una tavola imbandita, ma sulla terra nuda, da ciò il nome della città Terra - cena (Ταρρακινή in greco antico), poi trasformatosi nel latino Tarracina.
Plinio il Vecchio ci informa che nel corso del 1200 a.C. 60 erano le città della Penisola, ma solo 40 sono i nomi sopravvissuti fino alla sua epoca, tra cui Anxur, identificata poi in Terracina. Recenti studi, invece, farebbero derivare il nome di Terracina dal vocabolo etrusco Trachna, collegato anche al nome della città di Tarquinia e dei re di Roma Tarquinio Prisco e Tarquinio il Superbo. Secondo Tito Livio, infatti, l'etrusco Tarquinio il Superbo (VI sec. a C.) avrebbe inviato coloni a Segni e a Circeii, perché fossero di presidio sulla terra e sul mare.
Il centro storico di Terracina sorge su due modeste alture prospicienti il mare: quella più bassa fu sede dell'abitato originario, mentre su quella più elevata, denominata colle di San Francesco, fu insediata l'acropoli.
Le prime fasi storiche sono conosciute solo attraverso le fonti letterarie. Dapprima centro Ausonio, alla fine del VI secolo a.C. la città dovette essere già sotto l'influenza romana, come dimostrerebbe la sua menzione nel primo trattato romano-cartaginese citato da Polibio. In seguito fu occupata dai Volsci, che le mutarono il nome da “Tarracina” in “Anxur”; a questa fase potrebbero spettare alcuni tratti delle mura in opera poligonale visibili in più punti sotto la cinta tardo-antica.
Furono i Romani a determinare in modo significativo l'intero assetto sociale, economico ed urbano della città che ancora oggi è più che mai presente.

## La città romana
Altri tratti delle mura appartengono invece alle fortificazioni che i Romani, dopo aver riconquistato la città nel 406 a.C., realizzarono in occasione della fondazione di una “colonia marittima”, nel 329 a.C.

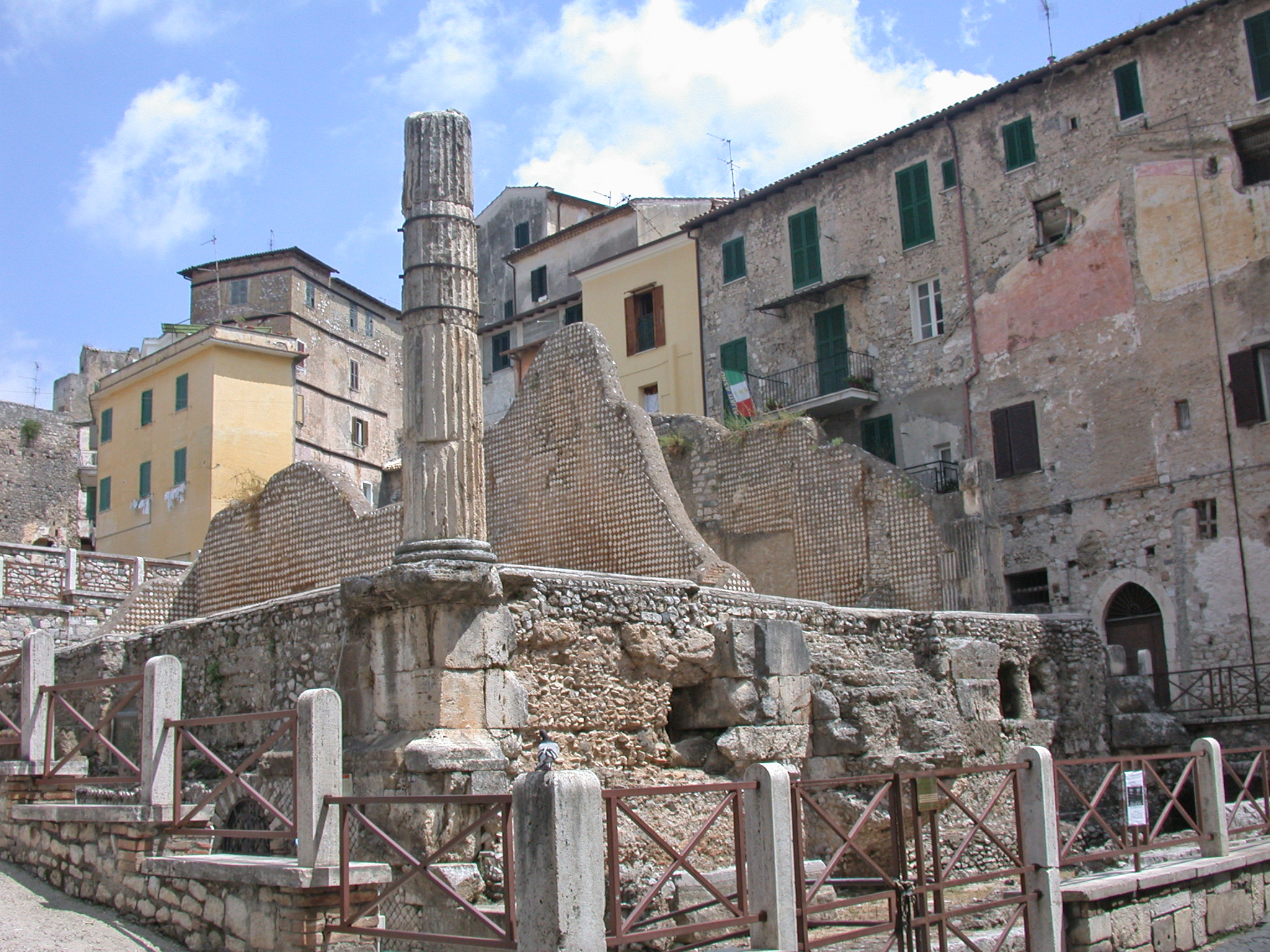
Resti del Capitolium

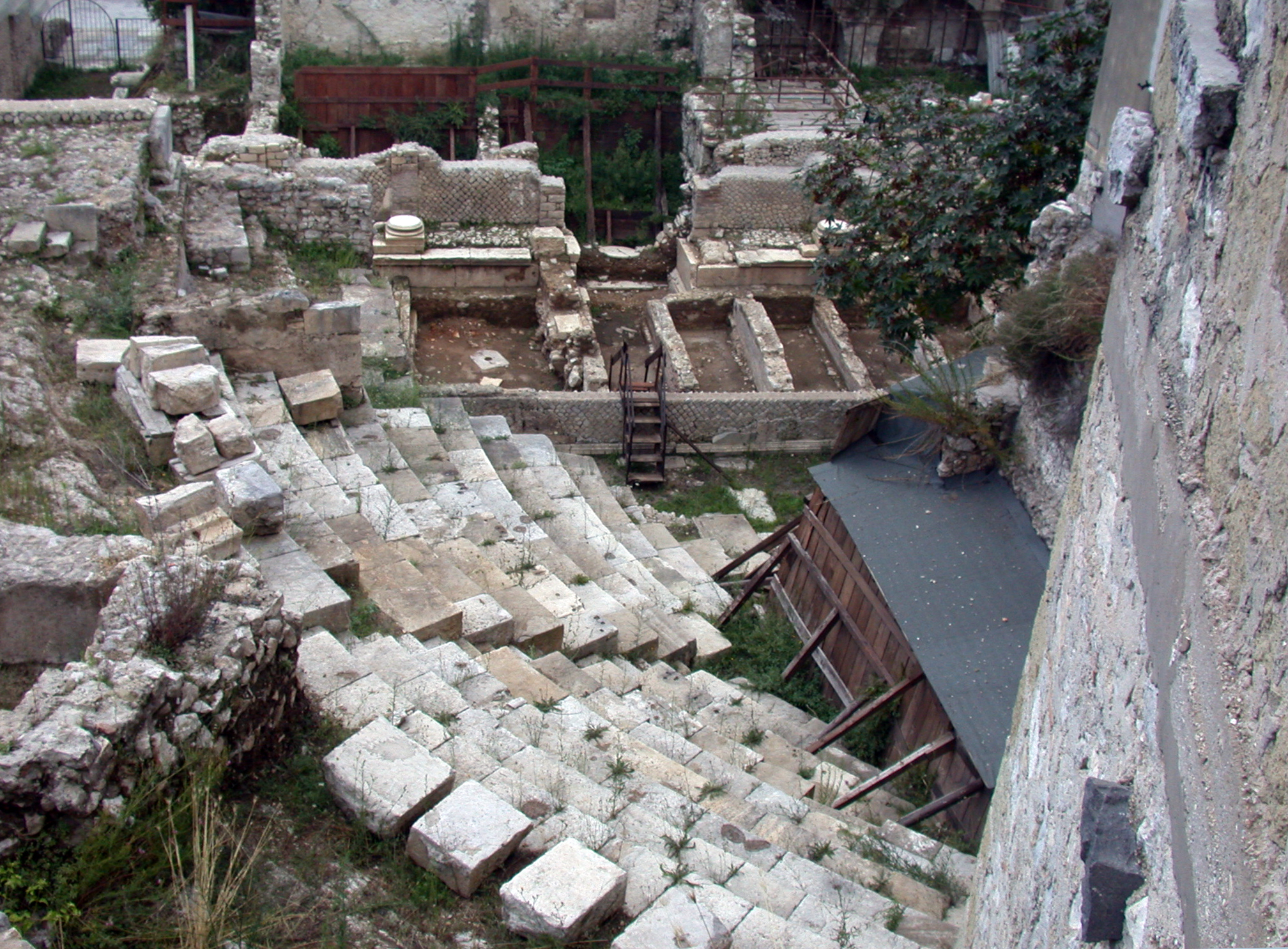
Il Teatro

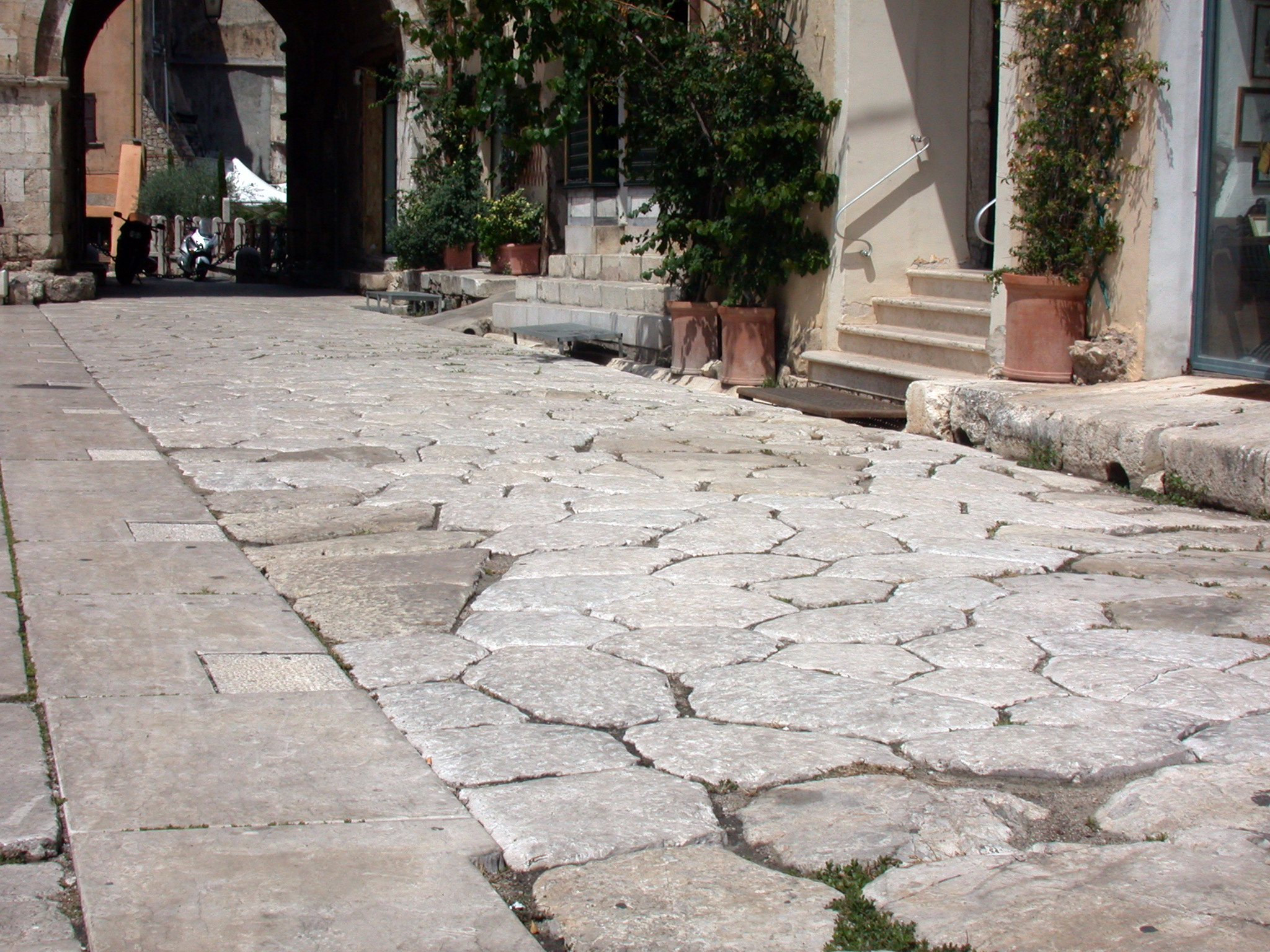
Foro Emiliano, tratto del lastricato della via Appia

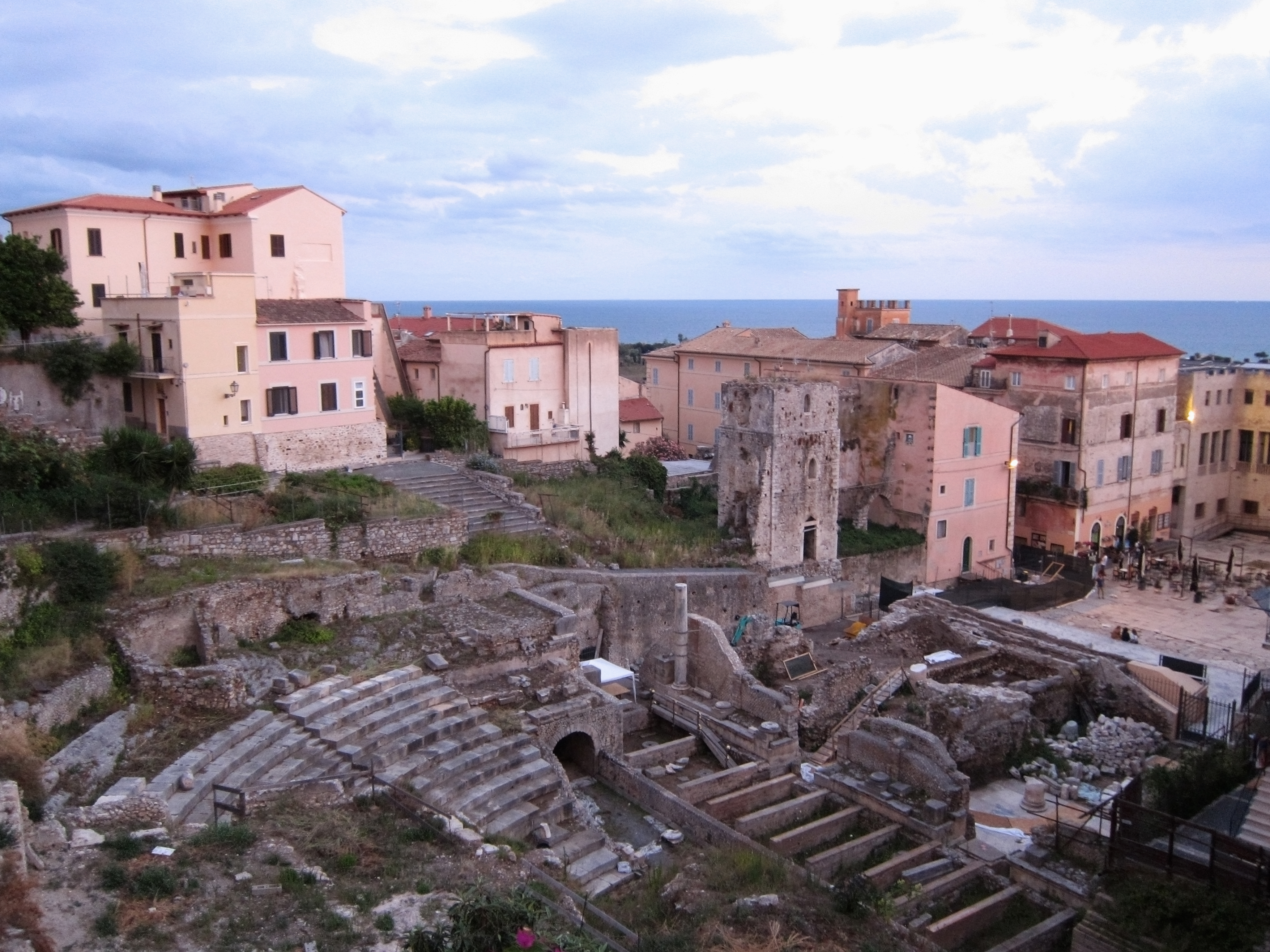
Il teatro durtante i lavori di scavo del 2020 e la Piazza del Municipio

Alcuni anni dopo, nel 312 a.C., la città venne attraversata dalla Via Appia che, unendo Roma con Capua, costituiva un fondamentale asse di penetrazione militare e commerciale verso le ricche zone meridionali della penisola. Grazie all'Appia, che consentiva rapidi collegamenti con Roma, e alla presenza di un porto, l'importanza di Terracina crebbe: la città, divenuta un notevole centro agricolo per lo sfruttamento intensivo della fertile vallata posta a occidente, cominciò infatti ad ampliarsi nella parte bassa contigua al mare.
L'originario abitato fu pertanto destinato a divenire una zona monumentale caratterizzata da dimore signorili. Dopo la ristrutturazione, alla fine del II secolo a.C., dell'area sacra dell'acropoli, si ebbe una prima trasformazione urbanistica in età sillana (primi decenni del I secolo a.C.), quando vari monumenti in “opus incertum” (tra cui il teatro) vennero realizzati contemporaneamente alla ricostruzione del grandioso santuario di Monte Sant'Angelo.
Una nuova trasformazione avvenne nella prima età imperiale, tra la fine del I secolo a.C. e l'inizio del secolo successivo: in questo periodo Terracina alta vide infatti l'edificazione, in forme imponenti, del nuovo foro da parte del magistrato locale A. Aemilius. Insieme alla piazza, circondata da portici, furono inoltre costruiti edifici religiosi e civili che fecero di quest'area un complesso monumentale degno delle maggiori città dell'impero.
Anche la pianura sottostante il Monte Sant'Angelo risulta urbanizzata, fra il III e il I secolo a.C., lungo la “Via ad Portum”, la strada che conduceva dalla fertile area agricola della Valle (a nord-ovest della città) al porto di Terracina, per questa età noto quasi esclusivamente dalle fonti letterarie. Fra il I secolo a.C. e il I secolo d.C. si assiste a una notevole espansione di Terracina bassa: vennero realizzati un secondo foro, impropriamente definito “Foro Severiano”, l'anfiteatro, di cui rimangono scarsi resti nelle case di Via Martucci, le terme e diversi edifici privati. 
Terracina raggiunse il suo massimo splendore durante il periodo imperiale, quando il traffico marittimo si sviluppò a tal punto che l'imperatore Traiano ordinò l'ampliamento del porto, del quale ancora oggi esistono le strutture principali. Fu per rendere più agevole il passaggio dell'Appia attraverso l'estrema appendice dei Monti Ausoni che all'epoca di Traiano venne eseguito il taglio del Pisco Montano, enorme sperone calcareo, alto 126,6 m slm, separato dalla massa del Monte Sant'Angelo che tuttora sovrasta la regina viarum costituendo un aspetto caratteristico del paesaggio tra il mare e la montagna. L'opera contribuì in qualche modo ad orientare verso il porto tutto il movimento della città. A una parte alta si affiancò una parte bassa che divenne con il tempo il centro della vita economica e sociale della città.
Il taglio del Pisco Montano,eseguito per circa 38 metri in altezza e circa 296 metri in larghezza, la rettifica dell'Appia e la ricostruzione del porto dovettero contribuire a un ulteriore sviluppo urbanistico della parte bassa dell'abitato; la zona alta fu invece interessata soprattutto da ristrutturazioni e rifacimenti delle vecchie “domus”, come dimostra il rinvenimento, alcuni anni fa, di un peristilio con mosaici del II-III secolo d.C. nei pressi del “Capitolium”.
Un ultimo significativo intervento si ebbe nei primi decenni del V secolo quando, in occasione delle invasioni barbariche, l'antica cinta volsco-romana fu sostituita da una nuova fortificazione comprendente anche una porzione della città bassa. Con la riedificazione delle mura urbiche, tuttavia, la parte bassa della città doveva essere già in gran parte abbandonata: la nuova cinta muraria racchiuse infatti solo una piccola porzione dell'area, ed esclusivamente per proteggere un tratto dell'Appia.

## Età Medievale
Nel corso del Medioevo la storia urbana di Terracina venne profondamente segnata da una trasformazione che mutò notevolmente il ruolo e l'immagine della città antica.
Per quanto riguarda il centro storico, se la fase paleocristiana (IV-VII sec.) è nota solo attraverso le fonti letterarie, maggiori dati si hanno invece per la fase bizantina (VI-VII sec.), quando si accentuò la funzione di piazzaforte militare che la città aveva già acquisito, all'inizio del V secolo d.C., con la creazione di un nuovo circuito murario in parte sovrapposto a quello volsco-romano.
Nel periodo carolingio (VIII-IX sec.) Terracina fu compresa nel nuovo Stato della Chiesa; di conseguenza anch'essa fu oggetto, a partire da Adriano I (772-795), del grande tentativo di rinnovamento spirituale e materiale che coinvolse Roma e i suoi domini. A questa fase dovrebbero appartenere la fondazione di alcune chiese urbane, l'organizzazione delle parrocchie, il sostegno alle chiese martoriali della Valle e ai monasteri extraurbani di San Michele e di Santo Stefano.

### Il Castello Frangipane e le case-torre

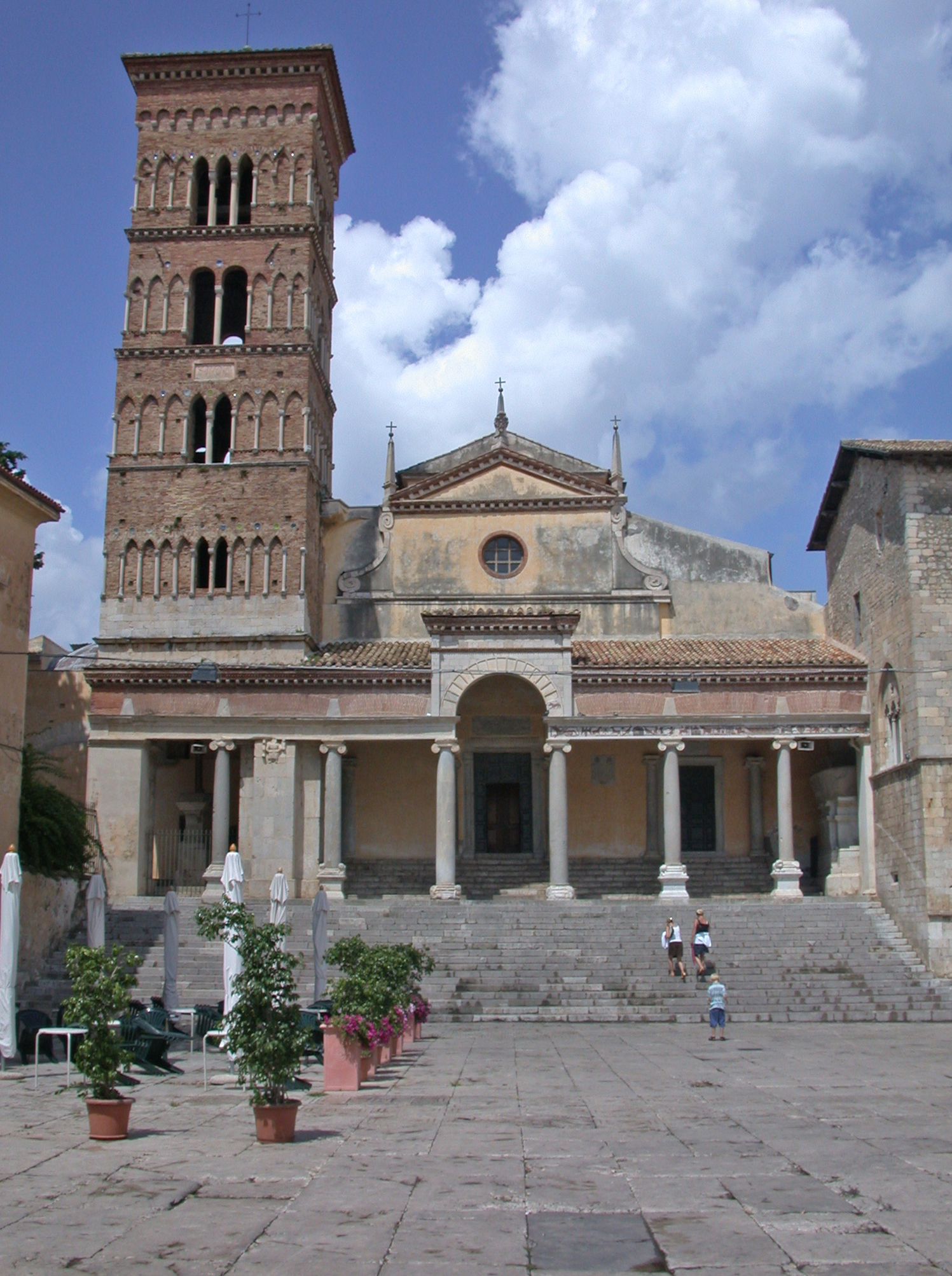
Duomo di San Cesareo sul Foro Emiliano

Alla fine del X secolo, con la crisi del papato e lo strapotere delle famiglie locali, Terracina fu interessata dal fenomeno dell'incastellamento: pertanto, allo scopo di controllare politicamente la città e il suo territorio, forse ad opera dei Crescenzi venne avviata l'edificazione di un imponente castello, poi denominato Frangipane dalla famiglia dei nobili romani che lo occupò dal 1153 al 1202.
A questa stessa fase appartiene, oltre al consolidamento di una parte del circuito murario, anche la nascita della tipica edilizia di arroccamento nel settore urbano adiacente al castello.
Successivamente, grazie al notevole incremento demografico determinatosi in età romanica (XI-XII sec.) a causa dell'inurbamento, Terracina si ampliò progressivamente: nacquero così, addossati alle mura tardo-antiche e in corrispondenza delle porte urbiche, i due borghi murati all'esterno di Porta Maggio (detto “di Cipollata”) e fuori Porta Albina (lungo la Salita dell'Annunziata) e i tre borghi aperti posti fuori Porta San Gregorio (attorno all'attuale Via di Porta Romana), fuori Porta Romana (lungo l'odierna Via G. Antonelli, nella città bassa) e fuori Porta Nuova.
Il rinnovamento della fase romanica, contrassegnata dall'istituzione del Comune, fu inoltre reso manifesto da importanti interventi in campo edilizio, quali il rifacimento della Cattedrale e lo sviluppo delle abitazioni private di tipo monumentale, in particolare delle case-torri.
Con il periodo gotico (XIII-XIV sec.), si riscontra a Terracina una riorganizzazione urbanistica fondata non più sulle parrocchie altomedievali, bensì sul recupero dell'impianto antico e sulla creazione di un'edilizia pubblica e privata ordinata e decorosa: oltre allo sviluppo dei borghi e al completamento della Cattedrale, si assiste in questa fase alla creazione del palazzo civico e all'erezione delle eleganti “domus” gotiche a più piani. Non meno rilevante risulta inoltre, in concomitanza con la fondazione degli ordini mendicanti, l'edificazione dei due conventi suburbani di San Domenico e di San Francesco, le cui linee architettoniche furono direttamente ispirate dai cantieri delle abbazie cistercensi. 
Alla fine del medioevo le Costituzioni egidiane (1357) avviarono anche a Terracina il processo attraverso il quale, accanto al declino dell'esperienza comunale, si affermerà una nuova organizzazione politico-amministrativa dello Stato Pontificio che si conserverà fino 1870.

## Età Moderna
Durante il '400 l'ancora incerta presenza dello Stato, le mire espansionistiche dei re di Napoli e il conseguente sviluppo delle lotte intestine tra nobiltà, borghesia e popolo provocarono la decadenza della città.
Nel '500 questa tendenza si accentuò: alla perdita progressiva dell'autonomia comunale, determinata anche dal continuo intervento dell'autorità centrale, richiamata dai conflitti interni e dai frequenti abusi, si aggiunsero molti problemi derivati dai saccheggi dei Corsari barbareschi lungo le coste tirreniche e, soprattutto, il flagello dell'infezione malarica, che dal 1520 circa falcidiò con fasi alterne la popolazione, provocando un vero collasso demografico nella comunità terracinese.
Tuttavia, è proprio adesso che si registrano le prime concrete testimonianze della trasformazione, in senso moderno, della struttura urbana ad opera delle nuove famiglie (i Savio, i Garzonio, i Gottifredi, i de Taxis, i de Romanis, i Gavotti, ecc.) che non solo acquistarono e restaurarono le antiche case medievali, modificandole nel tipo del palazzo rinascimentale, ma ne costruirono ex novo delle altre.
Sin dai primi decenni del '600 l'impegno dello Stato Pontificio verso il ripopolamento, attuato richiamando famiglie dai paesi vicini attraverso la distribuzione gratuita di terre e le esenzioni fiscali, favorì una lenta ma continua ripresa, i cui riflessi maggiori si trovano, oltre che nell'edilizia civile, soprattutto in quella religiosa. 
Vanno almeno ricordati in tal senso la ricostruzione della chiesa di San Giovanni (già di San Lorenzo), l'erezione della cappella di Santa Domitilla per volontà del vescovo Pomponio de Magistris (1608-1614), il rifacimento della chiesa della Madonna delle Grazie e del Vescovado ad opera del vescovo Cesare Ventimiglia (1615-1645).

### La città moderna

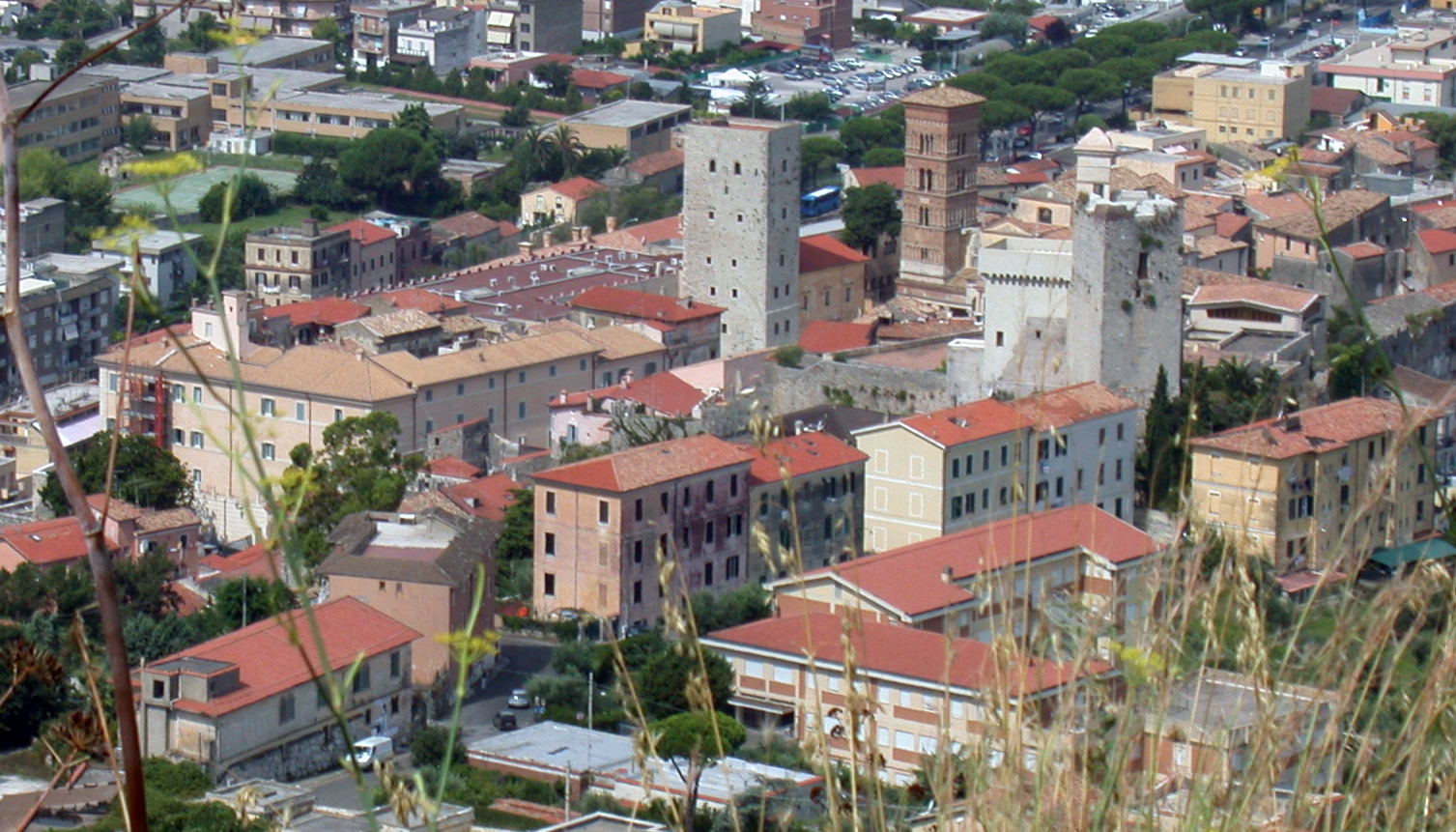
La città moderna attorno alle torri

Con il '700 si assiste alla completa rinascita della città e alla sua ultima trasformazione, completata nel corso dell'800, che le ha dato l'attuale fisionomia. 
Dopo il lungo periodo di stasi protrattosi per tutto il ‘500 e il ‘600, si assiste infatti alla radicale trasformazione della città bassa. 
Per volontà del papa Pio VI venne avviato, a partire dal 1785, un tentativo di bonifica delle Paludi Pontine e, con esso, la fondazione del nuovo nucleo urbano, il Borgo Pio, terminale fisico e centro organizzativo di quell'impresa. Impostato sulla memoria della struttura urbana antica e sui pochi resti medievali, il progetto urbanistico della “città nuova” si compì, nelle sue linee essenziali, in poco più di vent'anni; la sua realizzazione, tuttavia, proseguì per tutto l'800 fino ai primi decenni del ‘900 attorno alle due direttrici principali della Strada Pia (attuale Via Roma) e del Canale di Navigazione, che sostituì il Fiumicello. L'età contemporanea non ha seguito il modello urbanistico della fase precedente, finendo per intaccare, con la sua caotica espansione, anche la struttura storica del Borgo Pio.

La città alta, dismessa l'antica funzione di piazzaforte, venne resa residenziale anche nelle strutture fortificate e fu collegata con la pianura abbattendo le due porte principali e parte del circuito murario tardo-antico posto a sud.
Con il chirografo del 10 Maggio 1791, papa Pio VI concedeva le terre bonificate in enfiteusi perpetua.
In campo religioso e civile, oltre ad alcuni notevoli edifici privati, spiccano particolarmente la Cattedrale e il Vescovado, il Palazzo Braschi e quello della Bonificazione Pontina, la chiesa del Purgatorio e il Palazzo dei Forni, Porta Romana e Palazzo Risoldi, Palazzo Cardinali e le case Angeletti.